# Barreirense Futebol Clube
O Barreirense (crioulo cabo-verdiano, ALUPEC: Barrerense) é um clube multiesportivo na aldeia de Barreiro, na Cidade do Maio, ilha do Maio, em Cabo Verde. O clube tem departamentos que incluem futebol, voleibol e atletismo.

## História
Fundado em 18 de outubro de 1977, o Barreirense é a primeira equipa federada na Ilha do Maio.
O clube tem no seu currículo dois títulos regionais, em 2006 e 2010, além da super-taça e do torneio de abertura.[carece de fontes?]
O Barreirense ficou de fora das competições nas temporadas de 2014 e 2015.[carece de fontes?] Nos seus 47 anos, desde a fundação, o Barreirense conquistou 15 títulos oficiais, seis dos quais nas últimas quatro épocas, sendo cinco campeonatos regionais, seis taças Djarmai e três supertaças de Cabo Verde. Em 2024, o Barreirense conseguiu sua melhor marca, iniciou vencendo a Supertaça Djarmai, e no campeonato terminou com maior número de pontos. Em 8 jogos conseguiu 7 vitórias e uma derrota, marcando 30 golos e sofreu apenas 3. No mês de maio de 2024, o Barreirense inaugurou o seu museu.

## Uniformes e escudo
O escudo e o equipamento principal são vermelho e branco.[carece de fontes?]
O equipamento alternativo é branco.[carece de fontes?]

## Títulos
- Campeonato Regional/Primeira Divisão da ilha do Maio: 2005-06, 2007-08, 2017-18[carece de fontes?], 2023-24[1][4][6]
- Taça da ilha do Maio: 2009/10, 2018/19[carece de fontes?]
- Super Taça da ilha do Maio: 2009/10[carece de fontes?]
- Supertaça Djarmai: 2023-24[1][4]
- Torneio de Abertura do Maio: 2000/01[carece de fontes?]

### Campanhas de destaque
- Vice-campeão da Taça de Cabo Verde: 2023[carece de fontes?]

## Futebol

### Palmarés
| Escalão | Nº Presenças | Títulos | Melhor Classificação |
| I       | 2            | 0       | 6a                   |
| II      | 2            | 1a      |                      |

### Classificações

#### Nacionais
| Temporada | Div | Pos | Pts   | J | V | E | D | G.M. | G.S. | Diff. |
| 2006      | 1B  | 6   | 2 pts | 5 | 1 | 0 | 4 | 4    | 13   | -9    |
| 2010      | 1B  | 6   | 0 pta | 5 | 0 | 0 | 5 | 5    | 12   | -7    |

#### Regionais
| Temporada | Div | Pos | Pts    | J  | V | E | D | G.M. | G.S. | Diff. |
| 2005-06   | 2   | 1   | -      | -  | - | - | - | -    | -    | -     |
| 2009-10   | 2   | 1   | -      | -  | - | - | - | -    | -    | -     |
| 2015-16   | 2   | 6   | 23 pts | 12 | 2 | 1 | 9 | 15   | 36   | -21   |
| 2016-17   | 2   | 2   | 21 pts | 12 | 6 | 3 | 3 | 19   | 11   | +8    |

## Estatísticas
- Melhor posição: 6a - fase de grupo (nacional)
- Apresentadas na campeonatos nacionais: 3
- Apresentadas na competições das super taças regionais: 1
- Apresentadas na Taça Nacional: 2
- Melhor pontos totais na temporada: 2 (nacional)
- Melhor vences totais na temporada: 1 (nacional)
- Melhor gols totais na temporada: 5 (nacional)
- Vitórias totais: 1 (nacionais)
- Goles totais: 9 (nacionais)
- Pontos totais: 2 (nacionais)
- Jogos totais: 10 (nacional)
- Melhor jogo artilheirado na Campeonato Nacional: Barreirense 3 - 4 Académico do Aeroporto 4, 15 de maio de 2010
- Derrotas totais: 9 (nacionais)